# Pontederia
- Commons
- Wikispecies

Pontederia L. é um género botânico pertencente à família Pontederiaceae.

## Sinonímia
- Reussia Endl.

## Espécies
- Pontederia cordata L.
- Pontederia rotundifolia L.f.
- Pontederia sagittata C.Presl
- Pontederia subovata (Seub.) Lowden
- Pontederia triflora (Seub.) G.Agostini et al.
- Lista completa
- Lista de Espécie da Flora do Brasil

## Classificação do gênero
| Sistema | Classificação                     | Referência               |
| ------- | --------------------------------- | ------------------------ |
| Linné   | Classe Hexandria, ordem Monogynia | Species plantarum (1753) |